# Dendrobium hosei
Dendrobium hosei är en orkidéart som beskrevs av Henry Nicholas Ridley. Dendrobium hosei ingår i släktet Dendrobium, och familjen orkidéer. Inga underarter finns listade i Catalogue of Life.